# Congregazione di Sant'Ottilia
La Congregazione di Sant'Ottilia (in latino Congregatio Ottiliensis) è una delle congregazioni monastiche di diritto pontificio che costituiscono l'Ordine di San Benedetto.

## Storia

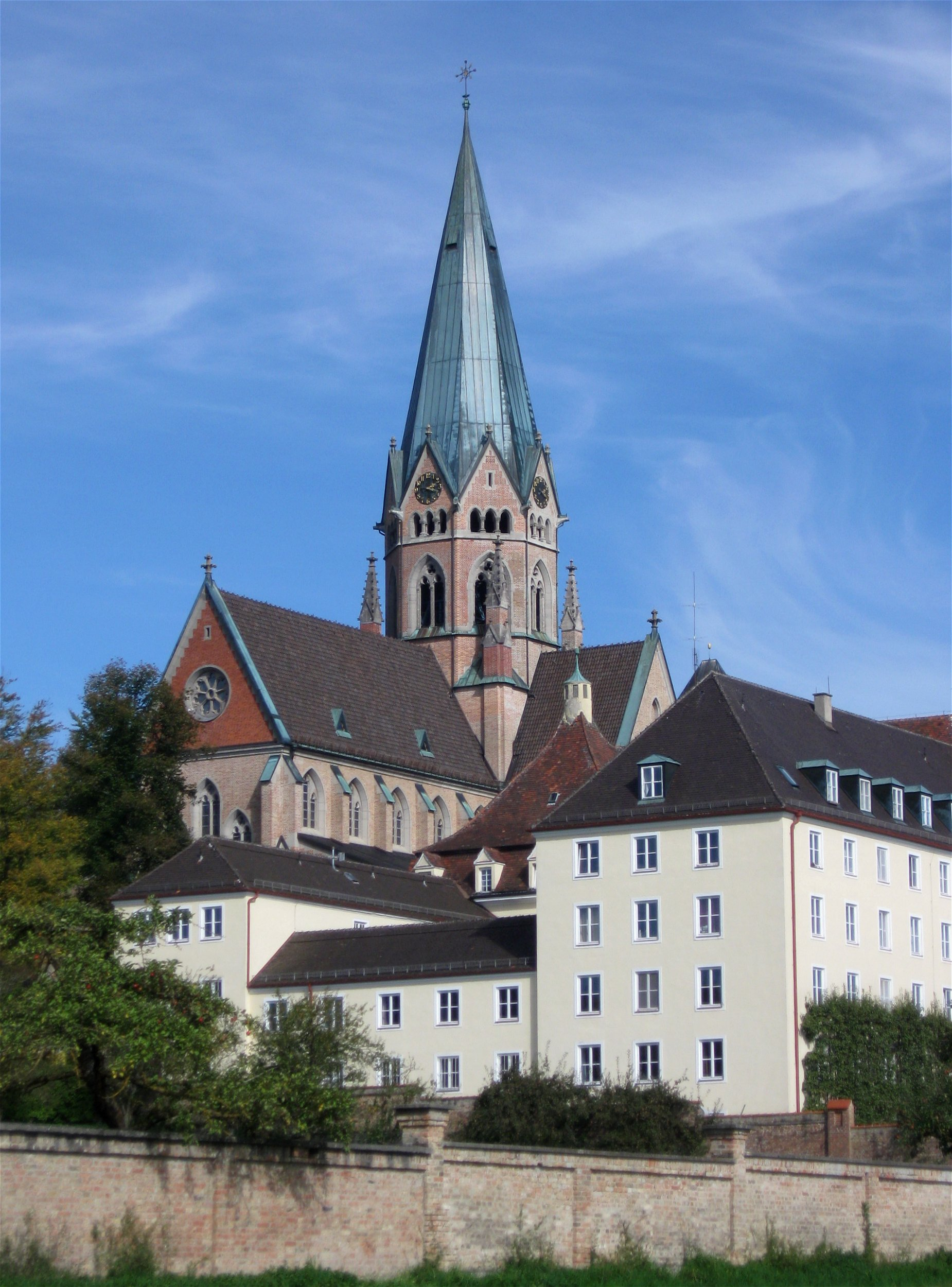
Veduta dell'Arciabbazia di Sant'Ottilia.

La congregazione fu fondata da Andrea Amrhein, monaco di Beuron, con l'intento di ripristinare l'opera missionaria svolta dai benedettini nel Medioevo.
L'abate di Beuron, giudicando l'attività missionaria incompatibile con la vita monastica, tentò di ostacolare il suo progetto ma, grazie al sostegno della Congregazione de Propaganda Fide, Amrhein visitò i seminari di Mill Hill e Steyl e il 29 giugno 1884 aprì a Reichenbach una casa per la formazione del clero missionario.
Ebbe così inizio la società di San Benedetto per le Missioni Estere, una compagnia di oblati regolari benedettini dediti all'attività apostolica nelle missioni, comprendente un ramo maschile e uno femminile, la cui sede nel 1887 fu trasferita nel castello di Emming, in Baviera.
Le prime costituzioni della congregazione furono approvate dal vescovo di Augusta il 7 novembre 1887.
Nel 1895 il fondatore abbandonò la carica di superiore generale, mettendo in pericolo la sopravvivenza dell'istituto: nel 1896 la nomina da parte della congregazione de Propaganda Fide di un nuovo superiore nella persona dell'abate beuronense di Seckau, Ildefonso Schober, diede nuovo impulso alla vita della società.
L'abate Schober fece trasformare il seminario di Sant'Ottilia (dal nome della santa titolare della cappella del castello di Emming) in priorato conventuale (elevato ad abbazia il 28 giugno 1902). Sant'Ottilia fu ammessa nella confederazione benedettina il 22 novembre 1904 e il 12 marzo 1914, dopo la fondazione di altri monasteri, fu elevata ad arciabbazia.
Le costituzioni della congregazione di Sant'Ottilia furono riscritte nel 1897 sul modello di quelle della congregazione di Beuron.
La prima missione affidata ai benedettini di Sant'Ottilia fu a Zanzibar, dove venne eretta l'abbazia di Peramiho (la prefettura apostolica dello Zanzibar meridionale fu affidata ai monaci nel 1887); nel 1909 iniziarono le missioni in Corea e Manciuria e nel 1923 nell'America meridionale.
La missione in Corea del Nord fu distrutta con l'avvento al potere del regime comunista: persero la vita 23 monaci, tra i quali il vescovo Bonifatius Sauer, morto in carcere nel 1950, e il suo vicario Lucio Roth, assassinato pochi mesi dopo.

## Attività e diffusione
Lo scopo che contraddistingue la congregazione di Sant'Ottilia dalle altre famiglie benedettine è quello di servire le giovani Chiese locali nelle missioni; l'apostolato dei monaci si estende anche all'istruzione della gioventù, alla cura d'anime nelle parrocchie, alla predicazione di missioni e ritiri.
Il presidente della congregazione è sempre l'arciabate di Sant'Ottilia, ma le decisioni più importanti spettano al consiglio della congregazione che è composto, oltre che dall'arciabate, da due abati e due monaci eletti dal capitolo generale; il capitolo generale si riunisce ogni sei anni ed è composto da tutti gli abati e da un deputato per ogni monastero.
La congregazione conta monasteri in Europa (Austria, Germania, Spagna, Svizzera), in Africa (Kenya, Namibia, Sudafrica, Uganda, Tanzania, Togo, Zambia), in Asia (Corea del Sud, Filippine, India) e nelle Americhe (Colombia, Stati Uniti, Venezuela).
Alla fine del 2008 alla congregazione appartenevano 22 tra abbazie e priorati e 1.051 tra novizi e religiosi professi, 337 dei quali sacerdoti.